# Staut (Band)
Staut ist eine Folkrockband aus Bagn in Valdres (Region Innlandet), die sich 2010 gegründet hat. Die Musik ist eine Mischung aus Folkmusik, Rock und Country. Der besondere Stilmix kommt durch die verschiedenen musikalischen Hintergründe der sechs Bandmitglieder zustande.

## Musik
Die Gruppe spielt hauptsächlich selbst komponierte Lieder, wobei Ørnulf Juvkam Dyve sowohl für die Texte als auch Melodien verantwortlich ist. 2005 wurde ihm der «Målprisen» (etwa „Mundartpreis“) der Valdres Mållag (Valdres Dialektvereinigung) verliehen, da in seinen Texten der Valdresdialekt besonders hervorgehoben wird.

## Diskographie

### Alben
- 2010: Staut, Grammofon
- 2011: Eigarlaus, Grammofon
- 2013: Stugureint, Grammofon[1]
- 2014: St. Peppersby, Grammofon
- 2017: Ja, Grammofon
- 2019: Makalaus, Grammofon
- 2023: Lett å vara kødd, Grammofon